# Myrmecocystus lugubris
Myrmecocystus lugubris är en myrart som beskrevs av Wheeler 1909. Myrmecocystus lugubris ingår i släktet Myrmecocystus och familjen myror. Inga underarter finns listade i Catalogue of Life.

## Bildgalleri

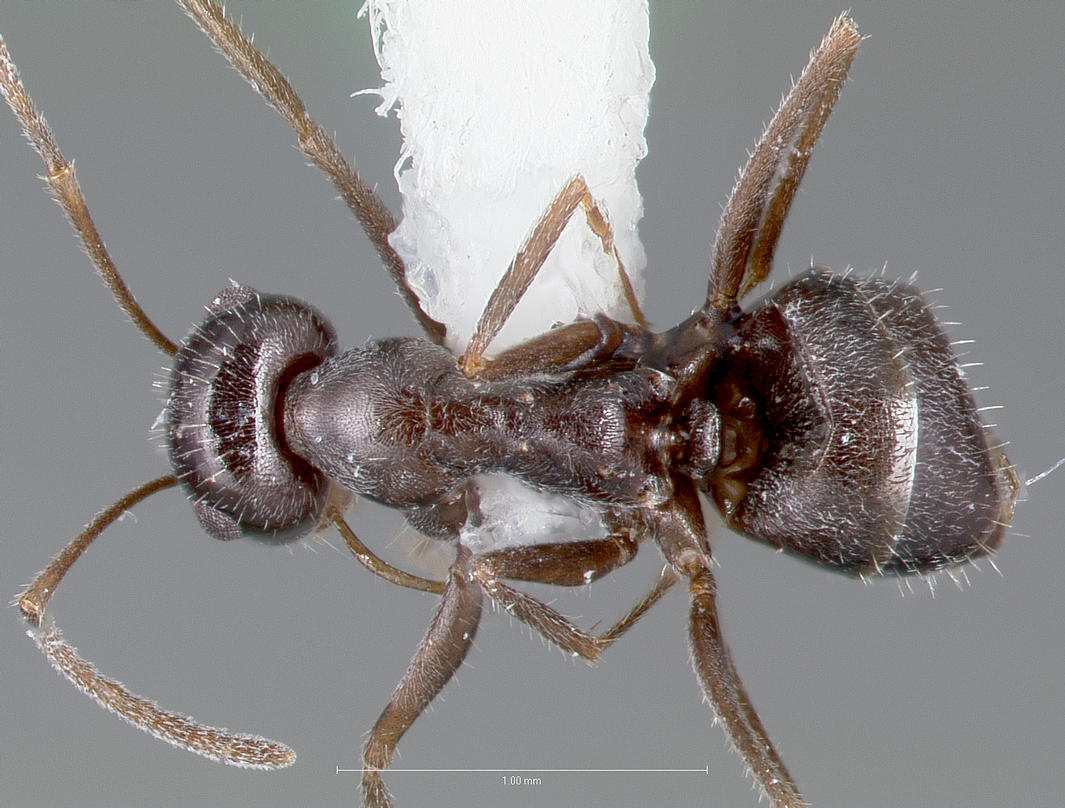
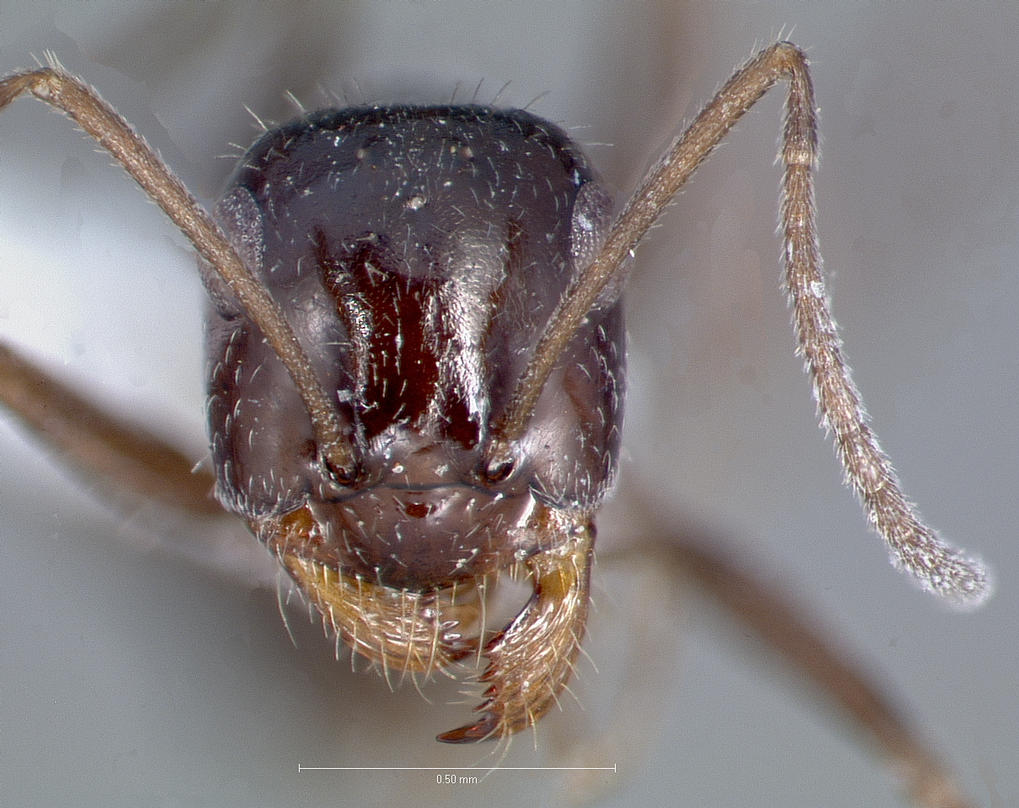
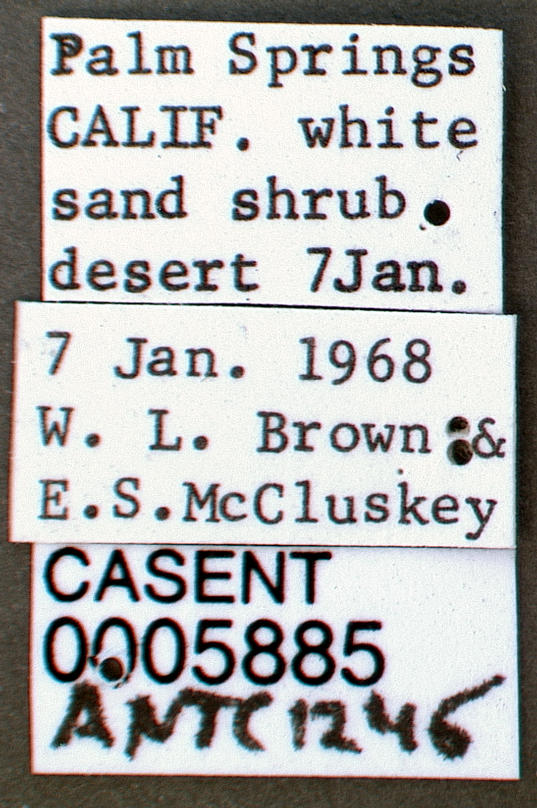
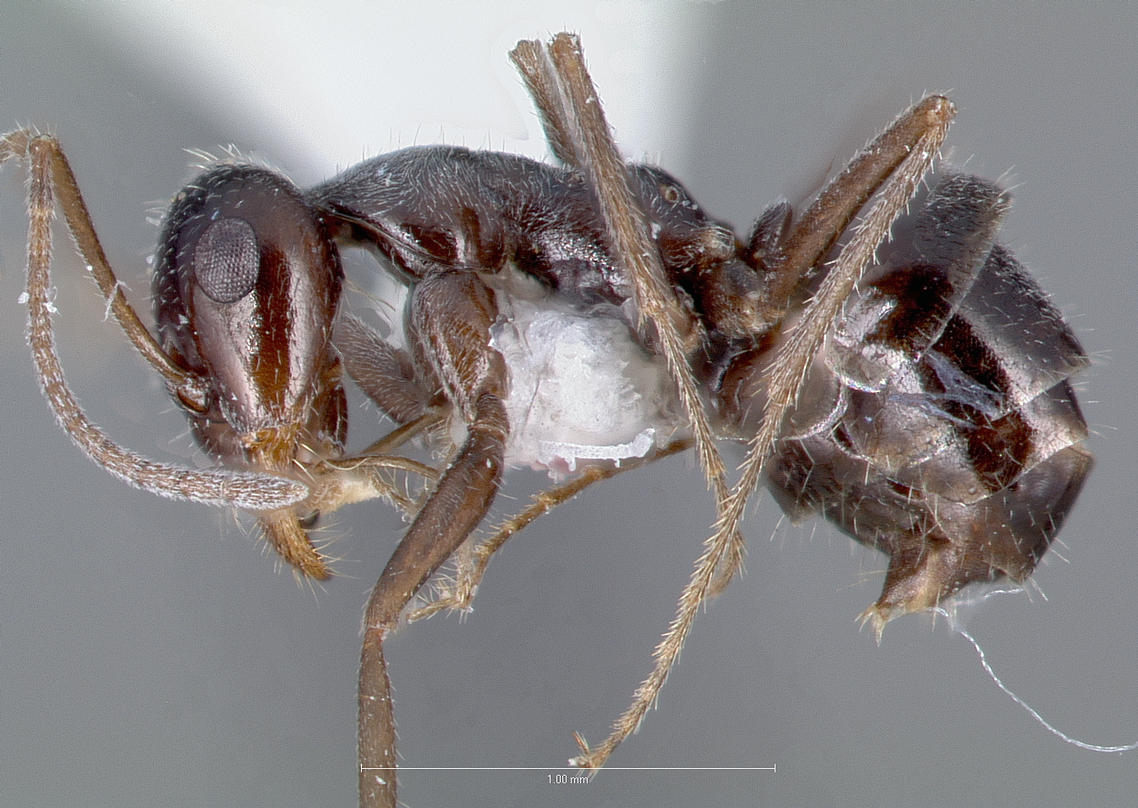